# Comuna Flen
Flen (Flens kommun) este o comună din comitatul Södermanlands län, Suedia, cu o populație de 16.156 locuitori (2013).

## Geografie

### Zone urbane
Lista celor mai mari zone urbane din comună (anul 2015) conform Biroului Central de Statistică al Suediei:
| Nr | Zona urbană  | Pop.  |
| -- | ------------ | ----- |
| 1  | Flen         | 6.594 |
| 2  | Malmköping   | 2.106 |
| 3  | Hälleforsnäs | 1.624 |
| 4  | Sparreholm   | 734   |
| 5  | Mellösa      | 505   |
| 6  | Bettna       | 366   |
| 7  | Orrhammar    | 270   |
| 8  | Skebokvarn   | 207   |

## Demografie
| \| Evoluția demografică în comuna Flen, 1970–2015 \| Evoluția demografică în comuna Flen, 1970–2015 \| Evoluția demografică în comuna Flen, 1970–2015 \| Evoluția demografică în comuna Flen, 1970–2015 \| Evoluția demografică în comuna Flen, 1970–2015 \| \| ----------------------------------------------------------------------------------------------------- \| ---------------------------------------------- \| ---------------------------------------------- \| ---------------------------------------------- \| ---------------------------------------------- \| \| An \| \| \| Locuitori \| \| \| 1970 \| 1970 \| \| 18354 \| 18354 \| \| 1975 \| 1975 \| \| 18079 \| 18079 \| \| 1980 \| 1980 \| \| 18231 \| 18231 \| \| 1985 \| 1985 \| \| 17117 \| 17117 \| \| 1990 \| 1990 \| \| 17392 \| 17392 \| \| 1995 \| 1995 \| \| 17237 \| 17237 \| \| 2000 \| 2000 \| \| 16565 \| 16565 \| \| 2005 \| 2005 \| \| 16412 \| 16412 \| \| 2010 \| 2010 \| \| 16028 \| 16028 \| \| 2015 \| 2015 \| \| 16440 \| 16440 \| \| Sursa: SCB - Statistika Centralbyrån, Folkmängd efter region, civilstånd, ålder och kön. År 1968–2016 \| \| \| \| \| |      |  |           |       |
| Evoluția demografică în comuna Flen, 1970–2015 |      |  |           |       |
| An |      |  | Locuitori |       |
| 1970 | 1970 |  | 18354     | 18354 |
| 1975 | 1975 |  | 18079     | 18079 |
| 1980 | 1980 |  | 18231     | 18231 |
| 1985 | 1985 |  | 17117     | 17117 |
| 1990 | 1990 |  | 17392     | 17392 |
| 1995 | 1995 |  | 17237     | 17237 |
| 2000 | 2000 |  | 16565     | 16565 |
| 2005 | 2005 |  | 16412     | 16412 |
| 2010 | 2010 |  | 16028     | 16028 |
| 2015 | 2015 |  | 16440     | 16440 |
| Sursa: SCB - Statistika Centralbyrån, Folkmängd efter region, civilstånd, ålder och kön. År 1968–2016 |      |  |           |       |